# James A. Robinson
James Alan Robinson (født 1960) er en britisk økonom og politolog. Han er i øjeblikket Reverend Dr. Richard L. Pearson Professor i global konfliktforskning og universitetsprofessor ved Harris School of Public Policy, University of Chicago. Han er også direktør for Pearson Institute for Study and Resolution of Global Conflicts ved Harris School. Robinson har tidligere undervist på Harvard Universitet mellem 2004 og 2015 og også på University of California, Berkeley, University of Southern California og University of Melbourne.
Han forsker i, hvad der gør lande forskellige ved at fokusere på de underliggende økonomiske og politiske institutioner, der fører nogle lande til velstand og andre til konflikt. Sammen med Daron Acemoglu er han medforfatter til bøger som The Narrow Corridor, Why Nations Fail og Economic Origins of Dictatorship and Democracy.
I 2024 fik Robinson, Acemoglu og Simon Johnson tildelt Nobelprisen i økonomi for deres sammenlignende undersøgelser af velstand blandt nationer.

## Uddannelse
Robinson fik en bachelorgrad i økonomi fra London School of Economics and Political Science i 1982, en mastergrad i kunst fra University of Warwick i 1986, og en doktorgrad i økonomisk teori fra Yale University i 1993.
Robinsons hovedforskningsområder er i politisk økonomi og sammenlignende politik, samt i økonomisk og politisk udvikling.
Han har haft et omfattende samarbejde med sin medforfatter Daron Acemoglu, efter at de mødtes på London School of Economics.